# César 2013

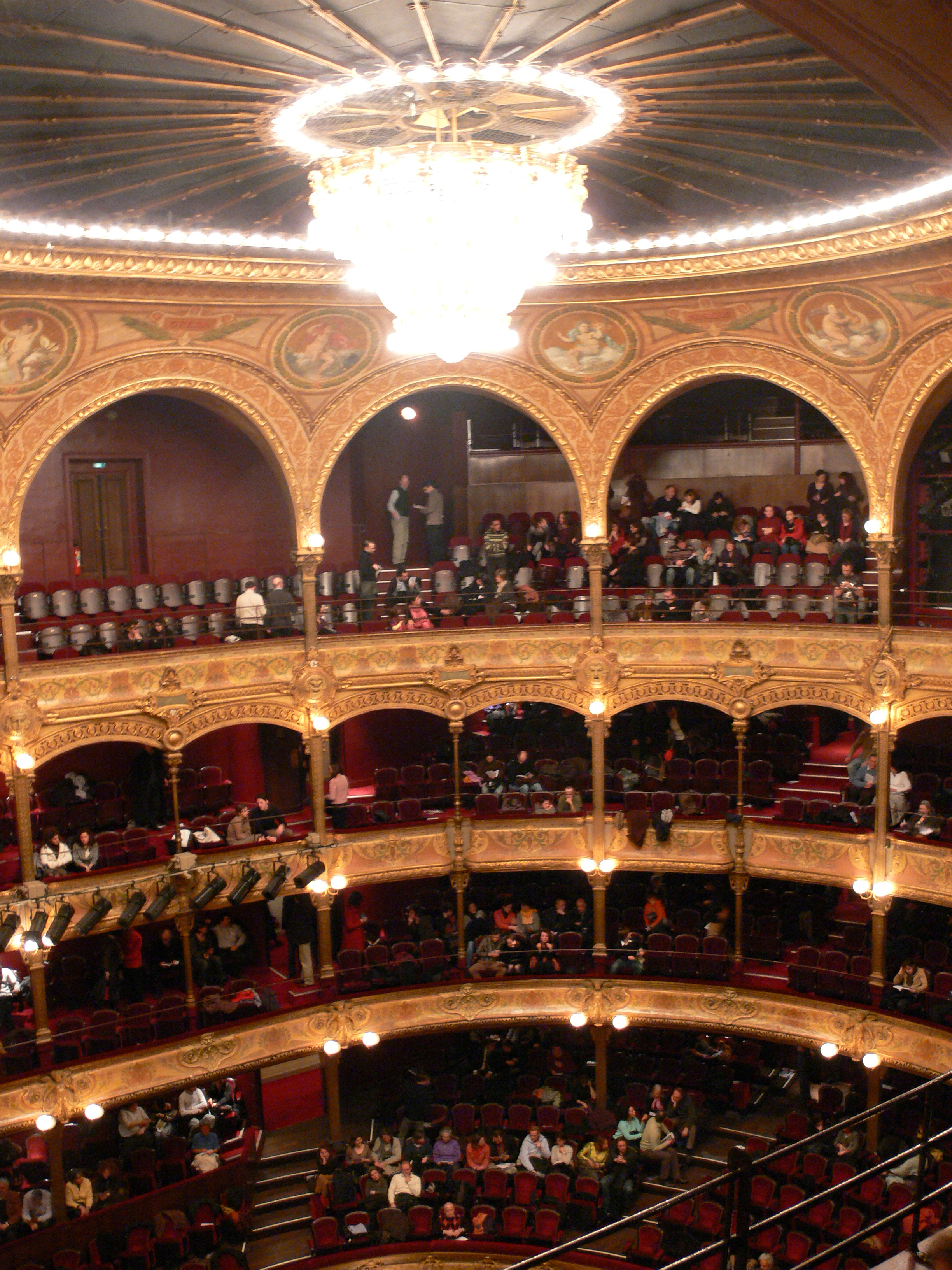
Blick in das Pariser Théâtre du Châtelet, Veranstaltungsort der César-Verleihung

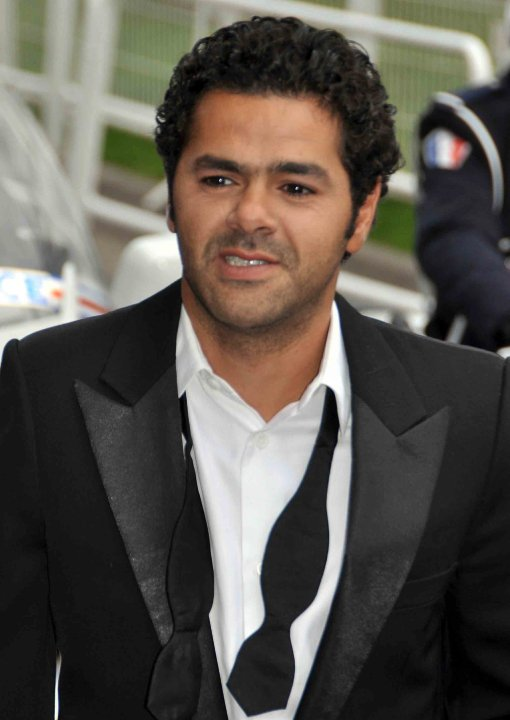
Vorsitzender der Verleihung: Jamel Debbouze

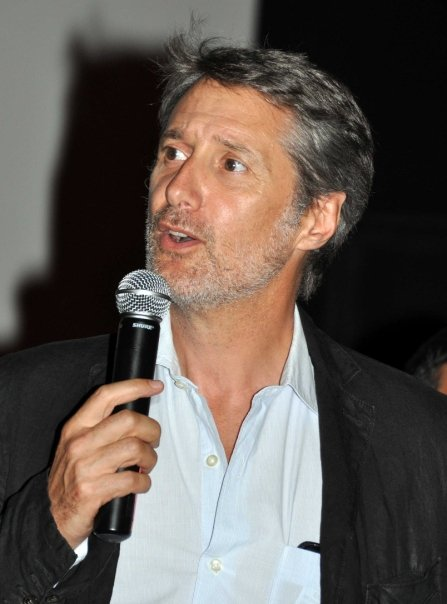
Antoine de Caunes führt als Moderator zum neunten Mal durch die Preisgala

Die 38. César-Verleihung fand am 22. Februar 2013 im Théâtre du Châtelet in Paris statt. Die von der französischen Académie des Arts et Techniques du Cinéma vergebenen Filmpreise wurden in 21 Kategorien verliehen. Separat wurde ein Ehrenpreis vergeben. Den jährlich wechselnden Vorsitz der Gala übernahm 2013 der französische Schauspieler und Komiker Jamel Debbouze. Als Gastgeber (maître de cérémonie) durch den Abend führte Antoine de Caunes. Der französische Schauspieler hatte bereits in der Vergangenheit achtmal die Veranstaltung moderiert.
Als bester Film des Jahres setzte sich Michael Hanekes Beziehungsdrama Liebe durch, das insgesamt in fünf von zehn nominierten Kategorien siegreich war. Unprämiert blieb dagegen die Tragikomödie Camille – Verliebt nochmal!, bei der Noémie Lvovsky Regie führte und auch die Hauptrolle spielt. Der Film über eine 40-Jährige, die in der Silvesternacht in Ohnmacht fällt und in ihrer 1980er-Jahre-Teenagerzeit wieder erwacht, hatte im Vorfeld dreizehn Nominierungen erhalten. Die Produktion löste damit Place Vendôme (1999 zwölf erfolglose Nominierungen) als am häufigsten nominierter Film ohne Sieg in der Geschichte der César-Verleihung ab.
Die Preisverleihung wurde live vom französischen Fernsehsender Canal+ übertragen. Sie war den verstorbenen Filmschaffenden Daniel Toscan du Plantier (1941–2003) und Maurice Pialat (1925–2003) gewidmet.

## Gewinner und Nominierte

### Bester Film („Meilleur film“)
präsentiert von Jamel Debbouze
Liebe (Amour) – Regie: Michael Haneke
Camille – Verliebt nochmal! (Camille redouble) – Regie: Noémie Lvovsky
Der Geschmack von Rost und Knochen (De rouille et d’os) – Regie: Jacques Audiard
Holy Motors – Regie: Leos Carax
In ihrem Haus (Dans la maison) – Regie: François Ozon
Leb wohl, meine Königin! (Les adieux à la reine) – Regie: Benoît Jacquot
Der Vorname (Le prénom) – Regie: Matthieu Delaporte und Alexandre de la Patellière

### Beste Regie („Meilleur réalisateur“)
präsentiert von Charlotte Gainsbourg
Michael Haneke – Liebe (Amour)
Jacques Audiard – Der Geschmack von Rost und Knochen (De rouille et d’os)
Stéphane Brizé – Der letzte Frühling (Quelques heures de printemps)
Leos Carax – Holy Motors
Benoît Jacquot – Leb wohl, meine Königin! (Les adieux à la reine)
Noémie Lvovsky – Camille – Verliebt nochmal! (Camille redouble)
François Ozon – In ihrem Haus (Dans la maison)

### Beste Hauptdarstellerin („Meilleure actrice“)
präsentiert von Omar Sy
Emmanuelle Riva – Liebe (Amour)
Marion Cotillard – Der Geschmack von Rost und Knochen (De rouille et d’os)
Catherine Frot – Die Köchin und der Präsident (Les saveurs du palais)
Noémie Lvovsky – Camille – Verliebt nochmal! (Camille redouble)
Corinne Masiero – Louise Wimmer
Léa Seydoux – Leb wohl, meine Königin! (Les Adieux à la reine)
Hélène Vincent – Der letzte Frühling (Quelques heures de printemps)

### Bester Hauptdarsteller („Meilleur acteur“)
präsentiert von Bérénice Bejo
Jean-Louis Trintignant – Liebe (Amour)
Jean-Pierre Bacri – Zwischen allen Stühlen (Cherchez Hortense)
Patrick Bruel – Der Vorname (Le prénom)
Denis Lavant – Holy Motors
Vincent Lindon – Der letzte Frühling (Quelques heures de printemps)
Fabrice Luchini – In ihrem Haus (Dans la maison)
Jérémie Renier – My Way – Ein Leben für das Chanson (Cloclo)

### Beste Nebendarstellerin („Meilleure actrice dans un second rôle“)
präsentiert von Virginie Ledoyen und Joey Starr
Valérie Benguigui – Der Vorname (Le prénom)
Judith Chemla – Camille – Verliebt nochmal! (Camille redouble)
Isabelle Huppert – Liebe (Amour)
Yolande Moreau – Camille – Verliebt nochmal! (Camille redouble)
Édith Scob – Holy Motors

### Bester Nebendarsteller („Meilleur acteur dans un second rôle“)
präsentiert von Isabelle Carré
Guillaume de Tonquédec – Der Vorname (Le prénom) 
Samir Guesmi – Camille – Verliebt nochmal! (Camille redouble)
Benoît Magimel – My Way – Ein Leben für das Chanson (Cloclo)
Claude Rich – Zwischen allen Stühlen (Cherchez Hortense)
Michel Vuillermoz – Camille – Verliebt nochmal! (Camille redouble)

### Beste Nachwuchsdarstellerin („Meilleur espoir féminin“)
präsentiert von Lambert Wilson
Izïa Higelin – Mauvaise fille
Alice de Lencquesaing – Au galop
Lola Dewaere – Ziemlich dickste Freundinnen (Mince alors!)
Julia Faure – Camille – Verliebt nochmal! (Camille redouble)
India Hair – Camille – Verliebt nochmal! (Camille redouble)

### Bester Nachwuchsdarsteller („Meilleur espoir masculin“)
präsentiert von Marina Foïs
Matthias Schoenaerts – Der Geschmack von Rost und Knochen (De rouille et d’os)
Félix Moati – Télé gaucho
Kacey Mottet Klein – Winterdieb (L’enfant d’en haut)
Pierre Niney – Comme des frères
Ernst Umhauer – In ihrem Haus (Dans la maison)

### Beste Kamera („Meilleure photographie“)
präsentiert von Franck Gastambide
Romain Winding – Leb wohl, meine Königin! (Les adieux à la reine)
Caroline Champetier – Holy Motors
Stéphane Fontaine – Der Geschmack von Rost und Knochen (De rouille et d’os)
Darius Khondji – Liebe (Amour)
Guillaume Schiffman – Mademoiselle Populaire (Populaire)

### Bester Schnitt („Meilleur montage“)
präsentiert von Audrey Lamy
Juliette Welfling – Der Geschmack von Rost und Knochen (De rouille et d’os)
Luc Barnier – Leb wohl, meine Königin! (Les adieux à la reine)
Annette Dutertre und Michel Klochendler – Camille – Verliebt nochmal! (Camille redouble)
Nelly Quettier – Holy Motors
Monika Willi – Liebe (Amour)

### Bestes Originaldrehbuch („Meilleur scénario original“)
präsentiert von Laurent Lafitte
Michael Haneke – Liebe (Amour)
Leos Carax – Holy Motors
Noémie Lvovsky, Florence Seyvos, Maud Ameline und Pierre-Olivier Mattei – Camille – Verliebt nochmal! (Camille redouble)
Bruno Podalydès und Denis Podalydès – Adieu Berthe (Adieu Berthe ou l’enterrement de mémé)
Florence Vignon und Stéphane Brizé – Der letzte Frühling (Quelques heures de printemps)

### Bestes adaptiertes Drehbuch („Meilleure adaptation“)
präsentiert von Céline Sallette
Jacques Audiard und Thomas Bidegain – Der Geschmack von Rost und Knochen (De rouille et d’os)
Lucas Belvaux – 38 témoins
Matthieu Delaporte und Alexandre de la Patellière – Der Vorname (Le prénom)
François Ozon – In ihrem Haus (Dans la maison)
Gilles Taurand und Benoît Jacquot – Leb wohl, meine Königin! (Les adieux à la reine)

### Beste Filmmusik („Meilleure musique originale“)
präsentiert von Émilie Simon und Thomas Dutronc
Alexandre Desplat – Der Geschmack von Rost und Knochen (De rouille et d’os)
Bruno Coulais – Leb wohl, meine Königin! (Les adieux à la reine)
Philippe Rombi – In ihrem Haus (Dans la maison)
Gaëtan Roussel und Joseph Dahan – Camille – Verliebt nochmal! (Camille redouble)
Rob und Emmanuel d’Orlando – Mademoiselle Populaire (Populaire)

### Bester Ton („Meilleur son“)
präsentiert von Medi Sadoun, Franck Gastambide und Jib Pocthier
Antoine Deflandre, Germain Boulay und Eric Tisserand – My Way – Ein Leben für das Chanson (Cloclo)
Erwan Kerzanet, Josefina Rodriguez und Emmanuel Croset – Holy Motors
Guillaume Sciama, Nadine Muse und Jean-Pierre Laforce – Liebe (Amour)
Brigitte Taillandier, Pascal Villard und Jean-Paul Hurier – Der Geschmack von Rost und Knochen (De rouille et d’os)
Brigitte Taillandier, Francis Wargnier und Olivier Goinard – Leb wohl, meine Königin! (Les adieux à la reine)

### Bestes Szenenbild („Meilleurs décors“)
präsentiert von Audrey Lamy
Katia Wyszkop – Leb wohl, meine Königin! (Les adieux à la reine)
Philippe Chiffre – My Way – Ein Leben für das Chanson (Cloclo)
Sylvie Olivé – Mademoiselle Populaire (Populaire)
Jean-Vincent Puzos – Liebe (Amour)
Florian Sanson – Holy Motors

### Beste Kostüme („Meilleurs costumes“)
präsentiert von François Damiens
Christian Gasc – Leb wohl, meine Königin! (Les adieux à la reine)
Pascaline Chavanne – Augustine
Charlotte David – Mademoiselle Populaire (Populaire)
Madeline Fontaine – Camille – Verliebt nochmal! (Camille redouble)
Mimi Lempicka – My Way – Ein Leben für das Chanson (Cloclo)

### Bester Erstlingsfilm („Meilleur premier film“)
präsentiert von Ludivine Sagnier
Louise Wimmer – Regie: Cyril Mennegun
Augustine – Regie: Alice Winocour
Comme des frères – Regie: Hugo Gélin
Mademoiselle Populaire (Populaire) – Regie: Régis Roinsard
40 Brüder (Rengaine) – Regie: Rachid Djaïdani

### Bester Animationsfilm („Meilleur film d’animation“)
präsentiert von Manu Payet
Ernest & Célestine (Ernest et Célestine) – Regie: Benjamin Renner, Vincent Patar und Stéphane Aubier
Edmond était un âne – Regie: Franck Dion
Kiriku und die Männer und Frauen (Kirikou et les hommes et les femmes) – Regie: Michel Ocelot
Oh Willy … – Regie: Emma de Swaef und Marc Roels
Die Abenteuer der kleinen Giraffe Zarafa (Zarafa) – Regie: Rémi Bezançon und Jean-Christophe Lie

### Bester Dokumentarfilm („Meilleur film documentaire“)
präsentiert von Guilaine Londez
Les invisibles – Regie: Sébastien Lifshitz
Bovines ou la vraie vie des vaches – Regie: Emmanuel Gras
Duch, le maître des forges de l’enfer – Regie: Rithy Panh
Journal de France – Regie: Claudine Nougaret und Raymond Depardon
Les nouveaux chiens de garde – Regie: Gilles Balbastre und Yannick Kergoat

### Bester Kurzfilm („Meilleur film de court-métrage“)
präsentiert von Aïssa Maïga
Le cri du homard – Regie: Nicolas Guiot
Ce n’est pas un film de cow-boys – Regie: Benjamin Parent
Was von uns bleibt (Ce qu’il restera de nous) – Regie: Vincent Macaigne
Kein Zutritt (Les meutes) – Regie: Manuel Schapira
La vie parisienne – Regie: Vincent Dietschy

### Bester ausländischer Film („Meilleur film étranger“)
präsentiert von Olga Kurylenko
Argo, USA – Regie: Ben Affleck
À perdre la raison, Belgien/Luxemburg/Frankreich/Schweiz – Regie: Joachim Lafosse
Angels’ Share – Ein Schluck für die Engel (The Angels’ Share), Großbritannien/Frankreich/Belgien/Italien – Regie: Ken Loach
Bullhead (Rundskop), Belgien – Regie: Michaël R. Roskam
Die Königin und der Leibarzt (En kongelig affære), Dänemark/Tschechische Republik/Deutschland/Schweden – Regie: Nikolaj Arcel
Laurence Anyways, Kanada – Regie: Xavier Dolan
Oslo, 31. August (Oslo, 31. august), Norwegen – Regie: Joachim Trier

## Ehrenpreis („César d’honneur“)
präsentiert von Michel Hazanavicius
Kevin Costner – US-amerikanischer Schauspieler, Filmregisseur und -produzent